# Windsor-Ouest (circonscription provinciale)
Circonscription électorale provinciale du Canada
Windsor-Ouest ((en) Windsor West) est une circonscription provinciale de l'Ontario représentée à l'Assemblée législative de l'Ontario depuis 1999.
Une circonscription nommée Windsor-Ouest a également existé de 1926 à 1934 et de 1967 à 1975.

## Géographie
La circonscription est située sur l'extrême sud de l'Ontario sur les rives de la rivière Détroit. La circonscription se limite à la ville de Windsor.   
Les circonscriptions limitrophes sont Essex et Windsor—Tecumseh.  

## Historique
| Législature                                                              | Années        | Député         | Député              | Parti         |
| ------------------------------------------------------------------------ | ------------- | -------------- | ------------------- | ------------- |
| Windsor-Ouest                                                            |               |                |                     |               |
| 17e                                                                      | 1926-1929     |                | John Frederick Reid | Conservateur  |
| 18e                                                                      | 1929-1934     |                | John Frederick Reid | Conservateur  |
| Circonscription recréée                                                  |               |                |                     |               |
| 28e                                                                      | 1967-1971     |                | Hugh Peacock        | Néo-démocrate |
| 29e                                                                      | 1971-1975     | Ted Bounsall   |                     | Néo-démocrate |
| Circonscription dissoute                                                 |               |                |                     |               |
| Circonscription recréée issue de Windsor—Sandwich et Windsor—Walkerville |               |                |                     |               |
| 37e                                                                      | 1999-2003     |                | Sandra Pupatello    | Libéral       |
| 38e                                                                      | 2003-2007     |                | Sandra Pupatello    | Libéral       |
| 39e                                                                      | 2007-2011     |                | Sandra Pupatello    | Libéral       |
| 40e                                                                      | 2011-2014     | Teresa Piruzza |                     | Libéral       |
| 41e                                                                      | 2014-2018     |                | Lisa Gretzky        | Néo-démocrate |
| 42e                                                                      | 2018-2022     |                | Lisa Gretzky        | Néo-démocrate |
| 43e                                                                      | 2022-2025     |                | Lisa Gretzky        | Néo-démocrate |
| 44e                                                                      | 2025-en cours |                | Lisa Gretzky        | Néo-démocrate |

## Circonscription fédérale
Depuis les élections provinciales ontariennes du 4 octobre 2007, l'ensemble des circonscriptions provinciales et des circonscriptions fédérales sont identiques.